# Северна комбинация на зимните олимпийски игри 1936
Състезанието по северна комбинация IV зимни олимпийски игри се провежда в Гармиш-Партенкирхен, Бавария, Германия, на 12 и 13 февруари 1936 г. Ски бягането на 18 km се зачита и за северна комбинация, а ден след него се провеждат и ски скоковете. Записани са 83-ма състезатели от 18 страни, стартират 81 състезатели от 16 страни, петима се отказват. 

## Резултати
| Място | Име            | 18 km ски бягане | Скокове   | Точки общо |
| ----- | -------------- | ---------------- | --------- | ---------- |
| 01    | Одбьорн Хаген  | 1:15:33 (240 т.) | 42,0 46   | 430.3      |
| 02    | Олаф Хофсбакен | 1:17:37 (227,8)  | 47,0 45,5 | 419,8      |
| 03    | Свере Бродал   | 1:18:01 (225,5)  | 40,0 47   | 408,1      |

Източник: 